# Вин (река)
Вин, позната и као Винфлус, је река која тече кроз град Беч. Дугачка је 34 км, од којих су 15 у оквиру града. Слив реке покрива површину од 221 км2.
Вин извире у западном Винервалду близу Рекавинкела, а улива се у источном делу центра Беча у канал Дунава (Donaukanal), који представља огранак Дунава.
У оквиру града, речно корито се скоро у потпуности састоји од бетона, који је уграђен између 1895. и 1899. године како би се спречиле поплаве - некада доносивши и колеру - које је река редовно проузроковала пре тог времена. Већи део реке је прекривен у граду, посебно испред палате Шенбрун, у четвртима Мајдлинг и Нашмаркт и око Карлсплаца у близини центра града. У исто време, градска железница (Stadtbahn) је саграђена, што искоришћава бетонско корито и одвојена је од реке само зидом. Данас је речно корито део Бечког метроа.
Град Беч је 2013. године одобрио планове за изградњу три терасе дуж долине реке. Свака тераса (или „зона“) покриваће укупну површину од 2.500 квадратних метара.
Вин је подложан великим варијацијама у току године. Ток може да се брзо повећа са 200 литара у секунди на 450.000 литара у секунди, однос од преко 2000.
Уз реку се у Бечу налазе Нашмаркт (Naschmarkt)  и Позориште на реци Вин (Theater an der Wien). Већи део реке је окружен градом, посебно испред палате Шенбрун.